# 小島孤舟
小島 孤舟（こじま こしゅう、1870年代 - 1920年代）は、日本の小説家、劇作家、脚本家である。

## 人物・来歴
生年月日、生地等不詳。1870年代生まれか。
1899年（明治32年）7月号の文芸誌『新小説』（第2次、幸田露伴編集、1896年7月 - 1926年12月）に、『菅笠日記』を「孤舟生」名義で執筆している。
1910年（明治43年）2月に大阪・杉本梁江堂から発行された小説『春の光』が、日本の国立国会図書館に所蔵されている小島孤舟の最古の単行本著作である。翌1911年（明治44年）7月1日 - 同月20日、小島が脚色した新派劇『恨』が、京都市新京極の京都座で上演されている。同月31日、小島の著作を原作に、京都の映画会社横田商会（現在の日活の前身の一社）が『緑』というタイトルで映画化、公開している。
1917年（大正6年）6月5日、徳田秋声の小説『誘惑』の脚色を完成、片岡我童（のちの十二代片岡仁左衛門）らの出演で、同月9日、歌舞伎座で公演されている。同年9月11日 - 同月20日、小島作の新派劇『浅草物語』が成美団の福井茂兵衛らの出演で歌舞伎座で公演されている。1921年（大正10年）には、当時の大阪府の方面委員（現在の民生委員）の小河滋次郎が原作を執筆し、同府社会局が松竹蒲田撮影所に製作させた映画『生存の為に』の脚本を執筆、同作は牛原虚彦が監督し、ホール上映された。
1922年（大正11年）5月31日 - 6月11日、小島作の連鎖劇『神楽の夜』が、大阪市道頓堀の中座で公演されている。1924年（大正13年）3月19日 - 同月27日、前田曙山原作を小島が脚色し、幕内主任をつとめた新派劇『糸の乱れ』が京都座で上演されている。出演は梅島昇、花柳章太郎ほか、座主は松竹合名社（現在の松竹）であった。
1926年（大正15年）までに20冊ほどの著作が書籍として出版され、1932年（昭和7年）までに小島の著作を原作に、10本の映画が製作、公開されている。50代と推測される1926年（昭和元年）以降の活動の形跡が存在しない。

## ビブリオグラフィ
- 『菅笠日記』（『新小説』1899年7月号所収）、1899年7月 - 「孤舟生」名義
- 『春の光』、大阪・杉本梁江堂、1910年2月
- 『響』、大阪・田中書店、1911年8月 - エルクマン＝シャトリアン『鈴の音』およびシェイクスピア『アテネのタイモン』の飜案改作、1918年/1932年映画化
再版 東京・磯部甲陽堂、1914年3月
復刻 『シェイクスピア翻訳文学書全集 24』所収、大空社、1999年10月 ISBN 475680537X
- 『浪がしら』、大阪・樋口隆文館、1912年7月
- 『新橋情話』、挿絵井川洗厓、磯部甲陽堂、1913年11月7日 - 1919年映画化
- 『怪美人』、磯部甲陽堂、1913年
- 『梅花録』、樋口隆文館、1913年
- 『春待つ人』、樋口隆文館、1914年
- 『おぼろ夜の頃』、春江堂書店、1914年
- 『蔭に咲く花』、樋口隆文館、1915年
- 『歌時雨』、樋口隆文館、1916年
- 『流るゝ星』、樋口隆文館、1916年
- 『恋の仇浪』、樋口隆文館、1916年
- 『春雨草紙』、樋口隆文館、1916年
- 『月に立つ影』、春江堂書店、1917年
- 『楊柳綺談』、贅六堂出版部、1917年
- 『巳之吉とお妻』、贅六堂、1918年
- 『復讐するまで』、三芳屋書店、1920年
- 『桜花咲く頃』、樋口隆文館、1926年
- 『愛と戦ふ人』、樋口隆文館、1926年

## フィルモグラフィ
原作
- 『緑』、横田商会、1911年7月31日
- 『湖畔の家』、出演木下歌扇、M・パテー商会、1912年5月1日
- 『夏草もの語』、M・パテー商会、1912年9月29日
- 『あだ浪』、出演山崎長之助、日活向島撮影所、1913年6月15日
- 『桜月夜』、監督細山喜代松、日活向島撮影所、1915年4月
- 『響』、監督田中栄三、日活向島撮影所、1918年11月30日
- 『新橋情話』、監督田中栄三、日活向島撮影所、1919年7月13日
- 『生存の為に』、原作小河滋次郎、監督牛原虚彦、松竹蒲田撮影所・大阪府社会局、1921年 - 脚本のみ
- 『寒椿』、監督畑中蓼坡、脚色桝本清、出演井上正夫・水谷八重子 (初代)、国際活映角筈撮影所、1921年4月24日
- 『湖畔の家』、監督金森万象、脚本東艸之助、撮影松浦茂、マキノ・プロダクション御室撮影所、1930年5月16日
- 『響』、監督三枝源次郎、脚本毛利三郎、日活太秦撮影所、1932年2月11日

## おもなテアトログラフィ
作・脚色
- 新派劇『恨』、京都座、1911年7月1日 - 同月20日
- 『誘惑』、原作徳田秋声、主演片岡我童、歌舞伎座、1917年6月9日
- 新派劇『浅草物語』、主演福井茂兵衛、歌舞伎座、1917年9月11日 - 同月20日
- 連鎖劇『神楽の夜』、中座、1922年5月31日 - 6月11日
- 新派劇『糸の乱れ』、原作前田曙山、主演梅島昇・花柳章太郎、松竹合名社・京都座、1924年3月19日 - 同月27日 - 脚色・幕内主任

## 関連事項
- エルクマン＝シャトリアン （en:Erckmann-Chatrian）
- エミール・エルクマン （en:Émile Erckmann、1822年 - 1899年）
- アレクサンドル・シャトリアン（en:Alexandre Chatrian、(1826年 - 1890年）

## 註
1. ↑  稲垣達郎・紅野敏郎 編解題『新小説総目次・執筆者索引』（日本近代文学館、1988年11月 ISBN 4840600074）、p.731の記述を参照。
2. 1 2  #外部リンク欄の国立国会図書館「近代デジタルライブラリー」リンク先の「小島孤舟」検索結果の記述を参照。二重リンクを省く。
3. ↑  『近代歌舞伎年表 京都篇 第5巻』（八木書店、1999年 ISBN 4840692270）、p.490の記述を参照。
4. 1 2 3  #外部リンク欄の日本映画データベース「小島孤舟」の項の記述を参照。二重リンクを省く。
5. ↑  徳田秋聲『徳田秋声全集』（八木書店、2004年 ISBN 4840697361）p.7の記述を参照。
6. ↑  『近代歌舞伎年表 京都篇 第6巻』（八木書店、2000年 ISBN 4840692289）、p.611の記述を参照。
7. ↑  『近代歌舞伎年表 京都篇 第7巻』（八木書店、2001年 ISBN 4840692297）、p.736の記述を参照。
8. ↑  『近代歌舞伎年表 京都篇 第8巻』（八木書店、2002年3月 ISBN 4840692300）、p.192の記述を参照。